# Чемпионат ГДР по волейболу среди мужчин
Чемпионат ГДР по волейболу среди мужчин — ежегодное соревнование мужских волейбольных команд ГДР. Проводились в 1951—1991 годах. Наибольшее число побед на счету команды «Лейпциг» — 23.
В последние годы соревнования проводились только в высшей лиге. Организатором чемпионатов являлся Немецкий спортивный союз волейбола ГДР (Deutscher Sportverband Volleyball der DDR — DSVB)). Вскоре после объединения Германии в 1991 году были также объединены волейбольные федерации ГДР и ФРГ в единый Немецкий волейбольный союз. В сезоне 1991/92 был проведён первый единый чемпионат Германии. 

## Призёры
| Сезон | 1-е место                   | 2-е место            | 3-е место            |
| ----- | --------------------------- | -------------------- | -------------------- |
| 1951  | «Гешвистер Шюль» Галле      |                      |                      |
| 1952  | «Виссеншафт» Галле          |                      |                      |
| 1953  | «Шталь» Лютерштадт-Айслебен | «Виссеншафт» Галле   | «Виссеншафт» Лейпциг |
| 1954  | «Шталь» Лютерштадт-Айслебен |                      |                      |
| 1955  | «Шталь» Лютерштадт-Айслебен |                      |                      |
| 1956  | «Лейпциг»                   |                      |                      |
| 1957  | «Лейпциг»                   |                      |                      |
| 1958  | «Лейпциг»                   | «Виссеншафт» Дрезден | «Ротацьон» Берлин    |
| 1959  | «Лейпциг»                   |                      |                      |
| 1960  | «Ротацьон» Лейпциг          | «Динамо» Берлин      | «Виссеншафт» Лейпциг |
| 1961  | «Динамо» Берлин             | «Виссеншафт» Лейпциг | «Ротацьон» Лейпциг   |
| 1962  | «Ротацьон» Лейпциг          | «Динамо» Берлин      | «Виссеншафт» Лейпциг |
| 1963  | «Лейпциг»                   | «Динамо» Берлин      | «Виссеншафт» Лейпциг |
| 1964  | «Лейпциг»                   | «Динамо» Берлин      | «Виссеншафт» Лейпциг |
| 1965  | «Лейпциг»                   | «Динамо» Берлин      | «Виссеншафт» Лейпциг |
| 1966  | «Лейпциг»                   | «Динамо» Берлин      | ТСК Берлин           |
| 1967  | «Лейпциг»                   | «Динамо» Берлин      | «Лейпциг»-2          |
| 1968  | «Лейпциг»                   | «Динамо» Берлин      | ТСК Берлин           |
| 1969  | «Лейпциг»                   | «Динамо» Берлин      | ТСК Берлин           |
| 1970  | «Лейпциг»                   | «Динамо» Берлин      | ТСК Берлин           |
| 1971  | «Лейпциг»                   | «Динамо» Берлин      | ТСК Берлин           |
| 1972  | «Лейпциг»                   | «Трактор» Шверин     | ТСК Берлин           |
| 1973  | «Лейпциг»                   | «Трактор» Шверин     | «Динамо» Берлин      |
| 1974  | «Лейпциг»                   | «Трактор» Шверин     | «Динамо» Берлин      |
| 1975  | «Лейпциг»                   | «Трактор» Шверин     | «Динамо» Берлин      |
| 1976  | «Лейпциг»                   | «Трактор» Шверин     | «Динамо» Берлин      |
| 1977  | «Трактор» Шверин            | «Лейпциг»            | «Динамо» Берлин      |
| 1978  | «Динамо» Берлин             | «Трактор» Шверин     | «Лейпциг»            |
| 1979  | «Динамо» Берлин             | «Трактор» Шверин     | «Лейпциг»            |
| 1980  | «Динамо» Берлин             | «Трактор» Шверин     | «Лейпциг»            |
| 1981  | «Динамо» Берлин             | «Трактор» Шверин     | «Лейпциг»            |
| 1982  | «Лейпциг»                   | ТСК Берлин           | «Динамо» Берлин      |
| 1983  | «Лейпциг»                   | «Трактор» Шверин     | ТСК Берлин           |
| 1984  | ТСК Берлин                  | «Лейпциг»            | «Динамо» Берлин      |
| 1985  | «Лейпциг»                   | ТСК Берлин           | «Трактор» Шверин     |
| 1986  | ТСК Берлин                  | «Динамо» Берлин      | «Лейпциг»            |
| 1987  | «Лейпциг»                   | ТСК Берлин           | «Трактор» Шверин     |
| 1988  | «Трактор» Шверин            | «Лейпциг»            | «Динамо» Берлин      |
| 1989  | «Лейпциг»                   | «Трактор» Шверин     | «Динамо» Берлин      |
| 1990  | «Динамо» Берлин             | «Трактор» Шверин     | «Лейпциг»            |
| 1991  | «Берлин»                    | «Шверинер» Шверин    | «Лейпциг»            |